# Machsum Nusratullo

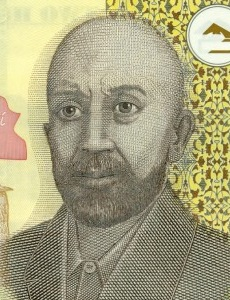
Machsum Nusratullo, wizerunek na banknocie 200 Somoni

Maksum Nusratullo (Lutfullojew) (tadż. Махсум Нусратулло, ros. Максум Нусратулло (Лутфуллаев), ur. 11 lipca 1881 w kiszłaku Czaszmai Kozi w Emiracie Buchary, zm. 1 listopada 1937) – polityk Tadżyckiej SRR. Bohater Tadżykistanu (pośmiertnie).

## Życiorys
Od grudnia 1920 należał do RKP(b), do 1923 był pełnomocnikiem Centralnego Komitetu Wykonawczego (CIK) Bucharskiej Ludowej Republiki Radzieckiej na wschodnią Bucharę, później zastępcą przewodniczącego Garmskiego Komitetu Rewolucyjnego i w 1924 przewodniczącym Komitetu Wykonawczego Garmskiej Rady Obwodowej. Od 26 listopada 1924 do 1 grudnia 1926 był przewodniczącym Tadżyckiego Komitetu Rewolucyjnego, od 12 lutego 1925 do 4 czerwca 1930 członkiem KC Komunistycznej Partii (bolszewików) Uzbekistanu, a od 16 grudnia 1926 do 16 października 1929 przewodniczącym CIK Tadżyckiej ASRR. Od 16 października 1929 do 28 grudnia 1933 był przewodniczącym CIK Tadżyckiej SRR, jednocześnie od 1930 do grudnia 1933 członkiem Biura KC Komunistycznej Partii (bolszewików) Tadżykistanu, a od 18 marca 1931 do 4 stycznia 1934 przewodniczącym CIK ZSRR. Był odznaczony Orderem Czerwonego Sztandaru.
8 lipca 1937 został aresztowany, następnie rozstrzelany. Pośmiertnie, 27 czerwca 2006 roku, otrzymał tytuł Bohatera Tadżykistanu.